# Marius Mircu
Marius Mircu, pseudonimul lui Israel Marcus (n. 9 iunie 1909, Bacău - d. 4 septembrie 2008, Tel Aviv, Israel ) a fost un reporter, jurnalist, scriitor și istoric român-evreu.

## Biografie
Marius Mircu s-a născut la Bacău, ca fratele lui Solomon Marcus și al lui Marcel Marcian.. Părinții săi au fost croitori.
A urmat liceul la Bacău și facultatea de drept la București, pe care a absolvit-o în 1936. A debutat ca reporter, la „Gazeta”, în perioada școlară și a continuat până în 1938. În perioada guvernelor antisemite (guvernul Octavian Goga, Statul Național-Legionar, regimul mareșalului Antonescu) a funcționat ca președinte al Asociației Tinerilor Scriitori și Artiști Evrei din România.
După al doilea război mondial, a fost primul jurnalist care a scris despre Pogromul de la Dorohoi, Pogromul de la Iași și lagărele din Transnistria dar,  spre deosebire de comentatorii naționaliști ulteriori, fie români, fie evrei și, în acord cu alt martor direct al faptelor, avocatul Matatias Carp, Marius Mircu nu atribuie crimele săvârșite unui presupus „antisemitism istoric specific românesc" legat de „însăși identitatea Românilor”, ci unei „întreruperi a civilizației” prin dispariția statului de drept și a democrației în România în timp de război, după un deceniu de propagandă xenofobă consecutivă marii crize economice a anilor 1930.
Între anii 1942-1987 Marius Mircu a condus secția de arhivă și documentare a Comunității Evreilor din București și a F.C.E.R. (Federația Comunitățillor Evreiești din România).
Între 1946-1949 este secretar general de redacție la „Națiunea”, condusă de George Călinescu.
A fost primul director al Muzeului de Istorie a Evreilor (1982-1987), înființat la inițiativa dr. Moses Rosen, șef-rabinul comunitățiilor evreiești din România.
Ca membru al PCR din ilegalitate - prin stăruința lui Ury Benador - Mircu a lipit manifeste în București și, după 23 august a fost pentru o vreme alături de Gheorghe Gheorghiu-Dej, la sediul PCR din Aleea Alexandru 23, apoi a fost marginalizat, fiind angajat la la o Școală Tehnică de Librari pentru a ajunge, în final, redactor la revista „Filatelia”.;
În anul 1987 a izbutit să emigreze în Israel, unde a colaborat la postul de radio Kol Israel (Vocea Israelului), cu un serial de 200 de episoade dedicate istoriei presei evreiești din România.
Marius Mircu a scris mai mult de patruzeci de cărți sub numele real, Israel Marcus și sub pseudonim.

## Premii
- Premiul de literatură pentru copii (1951)
- Premiul special Sion, pentru întreaga sa activitate literară și publicistică (2002).[9]